# Athénée Adolphe Max

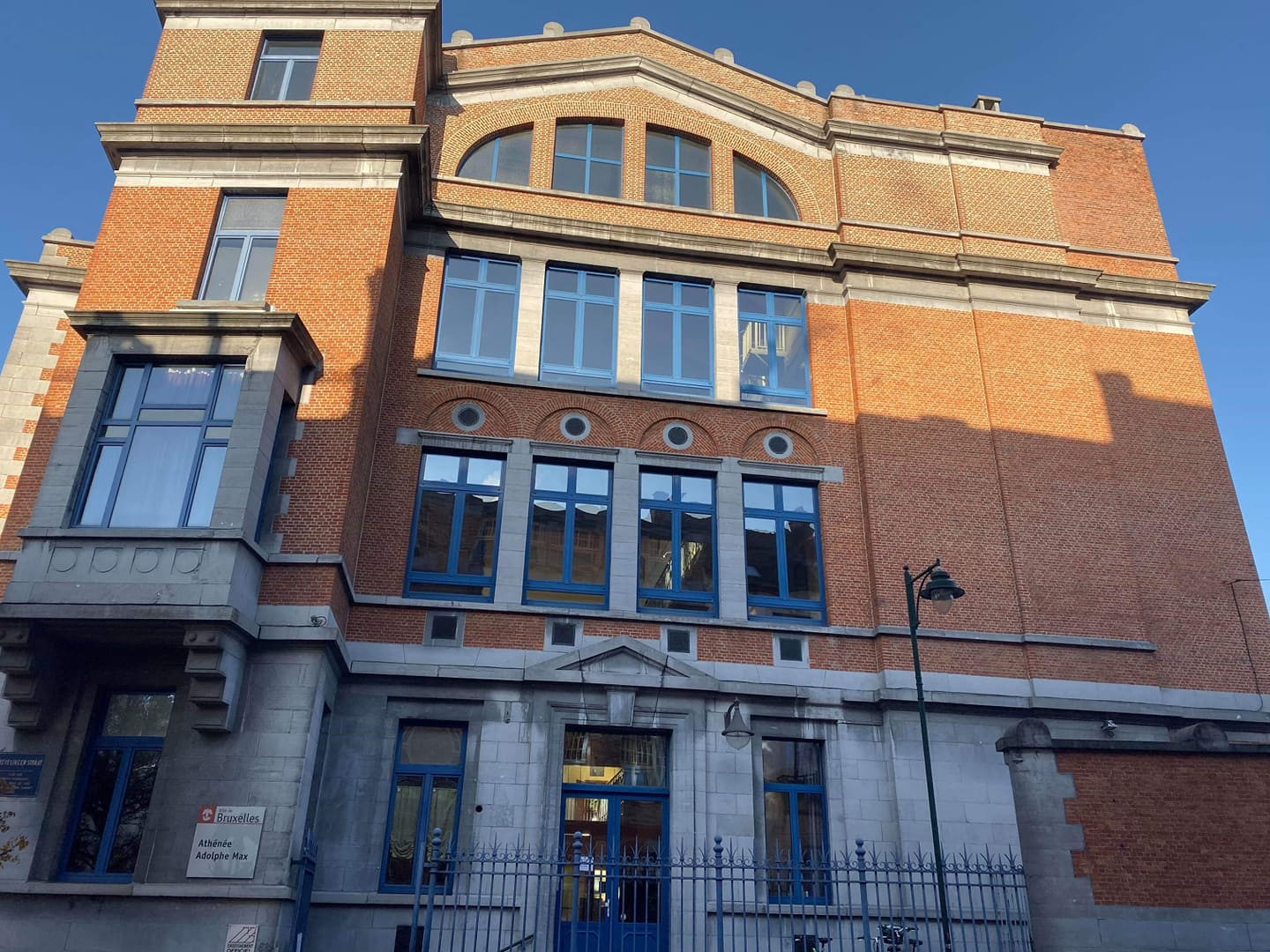
Buitenkant van het atheneum.

Athénée Adolphe Max is een middelbare school in de stad Brussel, die deel uitmaakt van het officiële onderwijsnetwerk. De school staat aan het oosten van het centrum van Brussel, vlak bij de Wijk van de Squares.

## Historiek
Een eerste gebouw werd in 1904 ontworpen door architect Edmond De Vigne. In 1909 werden twee seculiere scholen opgericht. Een eerste middelbare school voor meisjes, later Carter genoemd als eerbetoon aan de eerste directeur, en een athenaeum voor jongens, later Athénée Adolphe Max genoemd naar de beroemde burgemeester van Brussel Adolphe Max.  In 1978 fuseerden de twee middelbare scholen tot één atheneum en neemt in 1990 de naam Athénée Adolphe Max aan.

## Beschrijving
De school heeft twee binnenplaatsen:
- de Carter-binnenplaats met drie verdiepingen, waarin ooit het lyceum Carter voor meisjes  was gevestigd.
- de Max-binnenplaats met drie verdiepingen, waarin ooit het Athénée Adolphe Max voor jongens was gevestigd.

De school heeft een oudervereniging (APMAX) en een actieve Amnesty schoolgroep.

## Bekende studenten
- Pierre Deline: wiskundige[6]
- Plastic Bertrand: zanger en tv-presentator